# Estação Alpujarra
A Estação Alpujarra é uma das estações do Metrô de Medellín, situada em Medellín, entre a Estação San Antonio e a Estação Exposiciones. Administrada pela Empresa de Transporte Masivo del Valle de Aburrá Limitada (ETMVA), faz parte da Linha A.
Foi inaugurada em 30 de novembro de 1995. Localiza-se no cruzamento da Carrera 51 com a Rua 41. Atende o bairro Calle Nueva, situado na comuna de La Candelaria.

## Localização
A estação encontra-se no centro do município de Medellín, próxima ao Centro Administrativo La Alpujarra, da onde vem seu nome. É próxima também ao Edifício Inteligente, ao Museu Interativo EPM, ao Parque de los Pies Descalzos, ao Teatro Metropolitano de Medellín, à Biblioteca EPM, e à Praça Cisneros.
A estação é paralela à Avenida San Juan, uma via que atravessa a cidade do leste ao oeste e que facilita o tráfego da Avenida Buenos Aires no leste à Avenida La América no oeste. A edificação da estação fica sobre a Avenida Bolívar, que liga o centro da cidade à Autopista Sul que se dirige ao sudeste da Colômbia.